# Craterestra albicosta
Craterestra albicosta là một loài bướm đêm trong họ Noctuidae.